# Jaremtsche
Jaremtsche (ukrainisch Яремче; russisch Яремча Jaremtscha, polnisch Jaremcze – seltener auch Jaremcza oder älter Jaremze) ist eine Stadt und ein Kurort in der westukrainischen Oblast Iwano-Frankiwsk mit etwa 7500 Einwohnern. Sie liegt am Oberlauf des Flusses Pruth auf der Nordseite des Karpatenbogens, etwa 54 Kilometer südlich von Iwano-Frankiwsk.

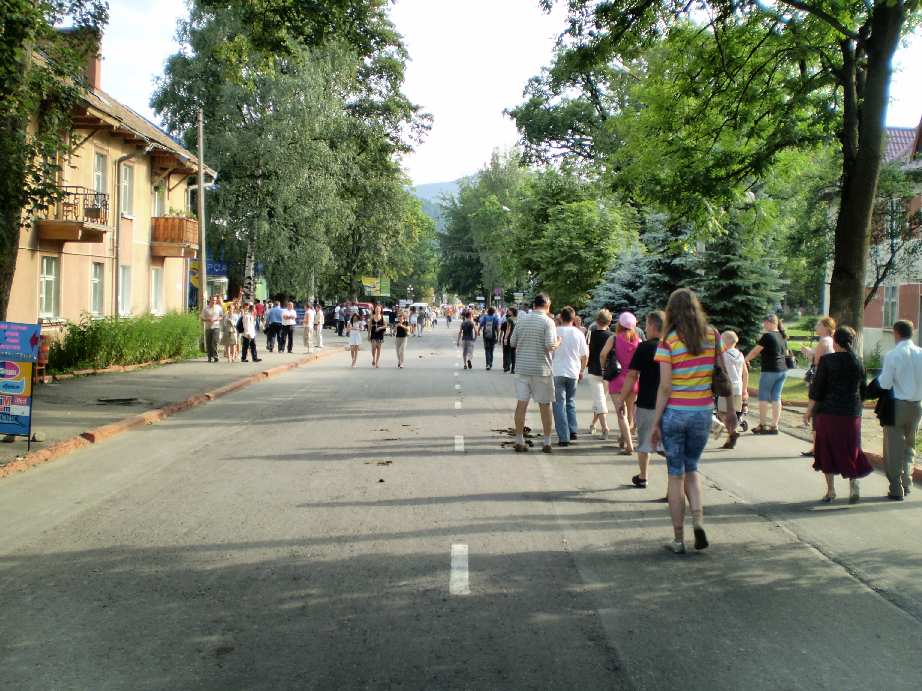
Blick auf die Hauptstraße im Zentrum

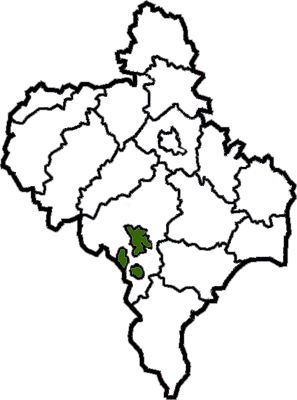
Lage der Stadtgemeinde in der Oblast Iwano-Frankiwsk

## Geschichte
Der Ort entstand Ende des 18. Jahrhunderts (erste Erwähnung 1787) unter österreichischer Verwaltung im Kronland Galizien, entwickelte sich aber erst nach dem Bau der Eisenbahn (Bahnstrecke Sighetu Marmației–Iwano-Frankiwsk) und der Errichtung einer Haltestelle ab 1894 zu einer größeren Ortschaft.
Nach dem Ende des Ersten Weltkriegs kam der Ort zu Polen und wurde zu einem Luftkurort ausgebaut, in dem vor allem Tuberkulose-Krankheiten behandelt wurden. Ende der 1920er Jahre gab es schon 6000 Kurgäste jährlich. Er bekam wegen seiner pittoresken Lage in den Karpaten den Beinamen „Perle der Karpaten“.
1939 wurde Jaremtsche von der Roten Armee, dann im Juni 1941 nach dem Überfall auf die Sowjetunion von Deutschland besetzt. Die Stadt wurde 1945 wieder von der Sowjetunion erobert und verblieb dann in der Ukrainischen SSR. Seit 1991 ist Jaremtsche ein Teil der unabhängigen Ukraine.
Unter sowjetischer Herrschaft wurde der Ort in Jaremtscha (Яремча) umbenannt, die Tradition des Kurorts weitergeführt, es kamen viele neue Hotels hinzu. Bereits 1940 wurde der Ort, welcher gleichzeitig zu einer Siedlung städtischen Typs erhoben wurde, der Hauptort des Rajons Jaremtscha (ursprünglich Rajon Mykulytschyn), dieser bestand bis Ende 1962, als er dem Rajon Nadwirna angeschlossen wurde.
Seit 1963 hat der Ort den Status einer Stadt (zunächst unter Rajonsverwaltung und ab 30. Dezember 1977 unter Oblastverwaltung), ihm angeschlossen sind eine Siedlung städtischen Typs und fünf Dörfer, die als Enklaven inmitten des Rajons Nadwirna existieren.
Durch eine Entscheidung der Werchowna Rada wurde der Name der Stadt am 14. November 2006 wieder in „Jaremtsche“ geändert. Hier befindet sich der Verwaltungssitz des Nationalparks Karpaten.

## Gemeinde
Am 12. Juni 2020 wurde die Stadt zum Zentrum der neugegründeten Stadtgemeinde Jaremtsche (Яремчанська міська громада Jaremtschanska miska hromada). Zu dieser zählen auch noch die 1 in der untenstehenden Tabelle aufgelistete Dorf, bis dahin bildete es zusammen mit den Dörfern Jablunyzja, Mykulytschyn, Poljanyzja, Tatariw und Woronenko (Вороненко) die gleichnamige Stadtratsgemeinde Jaremtsche (Яремчанська міська рада/Jaremtschanska miska rada) im Süden des Rajons Nadwirna, war jedoch verwaltungstechnisch kein Teil desselben, sondern stand direkt unter Oblastverwaltung.
Am 17. Juli 2020 wurde der Ort Teil des Rajons Nadwirna.
Folgende Orte sind neben dem Hauptort Jaremtsche Teil der Gemeinde:
| Name                     | Name       | Name                     | Name       | Name |
| ukrainisch transkribiert | ukrainisch | russisch                 | polnisch   |      |
| ------------------------ | ---------- | ------------------------ | ---------- | ---- |
| Mykulytschyn             | Микуличин  | Микуличин (Mikulitschin) | Mikuliczyn |      |

## Söhne und Töchter der Stadt
- Roman Lejbjuk (* 1977), ukrainischer Skilangläufer
- Teodor Martynjuk (* 1974), ukrainischer Ordensgeistlicher, Erzbischof von Ternopil-Sboriw